# 订婚戒指

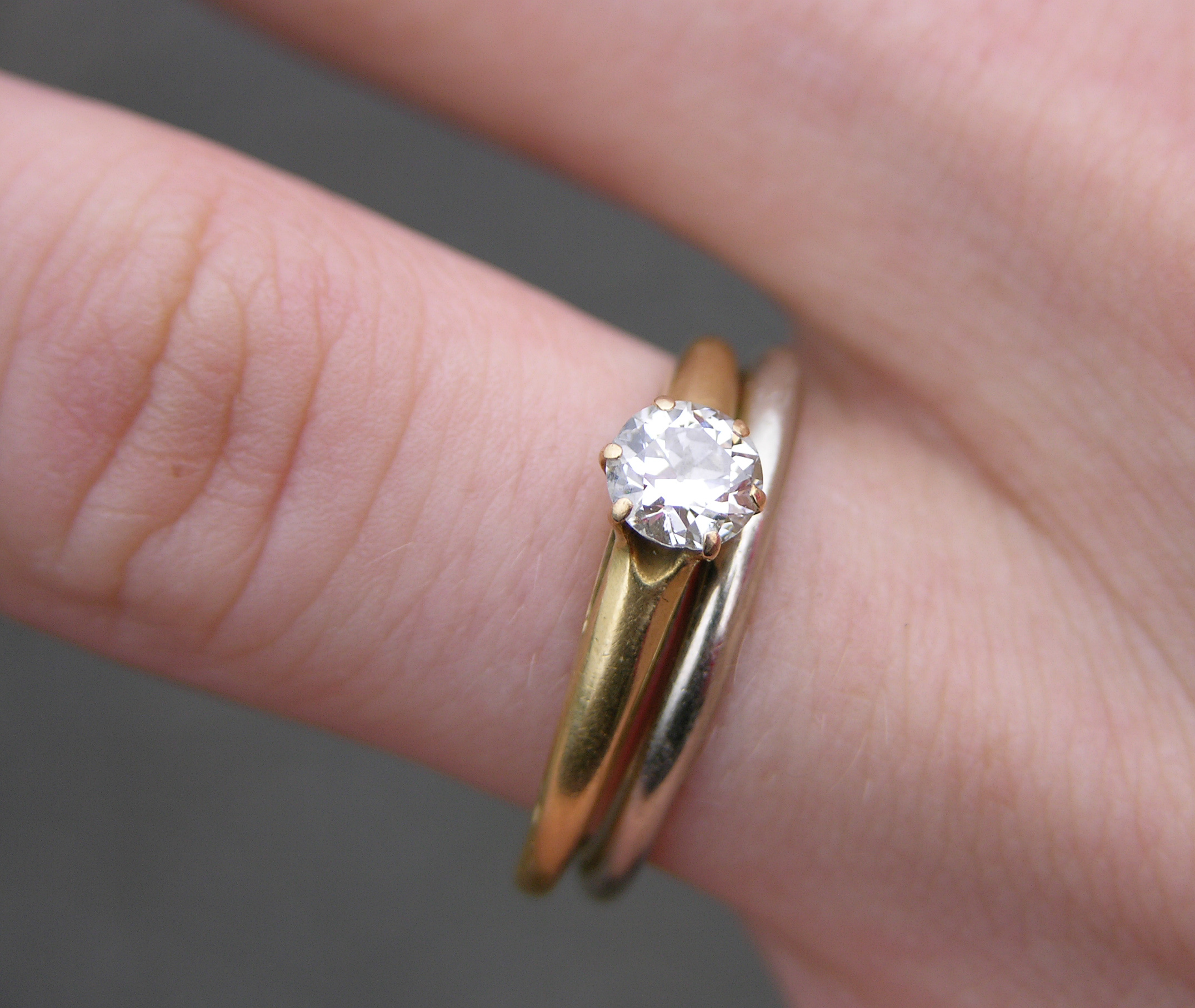
左边是钻石订婚戒指，右边是结婚戒指

订婚戒指是西方社会中标志订婚的戒指。一般来说，求婚一方会在求婚时送给另一方订婚戒指，当事人佩戴即宣示其已经订婚。传统上在英国、爱尔兰和北美，订婚戒指镶有钻石等宝石，佩戴在左手无名指上，结婚后订婚戒指会被结婚戒指替换。有些文化中，订婚双方都会佩戴，而且佩戴的位置也各异。有些文化中，订婚戒指和结婚戒指相同。有些地方，已婚者会同时佩戴订婚戒指和结婚戒指，或将两者熔焊在一起。

## 归属问题
传统上，订婚戒指由男方送给女方，如果男方悔婚，女方可以保留订婚戒指，用作补偿“被损害的名誉”。但如果并非男方的原因，则婚戒可以索回。但到了20世纪中后期，一些地区也出现了不同的判决和司法解释。一些地方的法律规定订婚戒指只有在婚后才会成为女方财产，男方悔婚的话可以无条件要回婚戒。一些地方的法律规定订婚戒指是无条件礼物，任何情况下男方均不能索回。近来一些判决认定送戒指的日期也有影响，如果是在情人节或圣诞节，则会被认为是节日礼物，不能索回。